# Vasconcellea aurantiaca
Vasconcellea aurantiaca là một loài thực vật có hoa trong họ Caricaceae. Loài này được Regel mô tả khoa học đầu tiên năm 1876.